# Ледерер, Игнац фон
Граф Игнац фон Ледерер (нем. Ignaz von Lederer; 25 августа 1769, Вена — 10 сентября 1849, Вена) — австрийский фельдмаршал. 
Родился в Вене в 1769 году. В ранней молодости поступил на службу в австрийскую армию и участвовал в войнах против Революционной и Наполеоновской Франции. В  1809 году за отличие в Войне пятой коалиции был произведён в генерал-майор и награждён рыцарским крестом австрийского военного ордена Марии-Терезии.
После окончания Наполеоновских войн продолжал повышаться по службе, и к 1830 году достиг чина генерала от кавалерии. В 1848 году уже очень пожилой 80-летний генерал Ледерер был назначен командующим австрийскими войсками в Буде (современный Будапешт). Это назначение произошло на фоне начала революционных волнений по всей Европе.
10 мая 1848 года студенты из Пешта (преимущественно венгры) провели демонстрацию перед резиденцией Ледерера, которая по его приказу была жестко разогнана солдатами, причём многие студенты были ранены. Население города отнеслось к произошедшему с негодованием, так как митинговавшие студенты не были вооружены. Под давлением общественного мнения, началось следствие.
В этих обстоятельствах генерал Ледерер в Вену, где 1 июля того же года вышел в отставку с присвоением чина генерал-фельдмаршала. Вышеописанные события послужили прологом к Венгерской революции 1848—1849 годов. Фельдмаршал Ледерер скончался в Вене в 1849 году. 